# Güzelyayla, Yakutiye
Güzelyayla là một xã thuộc huyện Yakutiye, tỉnh Erzurum, Thổ Nhĩ Kỳ. Dân số thời điểm năm 2011 là 158 người.